# 劉綺 (明朝)
劉綺（1552年—？），字文先，湖廣承天府沔陽州人，軍籍，明朝政治人物。

## 生平
湖廣鄉試第四十五名，萬曆五年（1577年）丁丑科會試第四十七名，登三甲第一百五十八名進士。授直隶真定縣知縣。六年任銅陵知縣，調會稽縣，升南户部主事。

## 家族
曾祖劉景暘，曾任訓導；祖父劉孟林，曾任壽官；父劉熖，曾任知事。嫡母王氏；嫡母伍氏；生母王氏。重庆下。